# 劇場版イナズマイレブンGO 究極の絆 グリフォン
『劇場版イナズマイレブンGO 究極の絆 グリフォン』（げきじょうばんイナズマイレブンゴー きゅうきょくのきずな グリフォン）は、2011年12月23日より東宝系にて公開された「イナズマイレブンGO」のアニメーション映画作品。2D映画と3D映画の同時公開。

## 概要
キャッチコピーは「化身大戦、はじまる!」。
前売券特典として亀崎河童のパスワードが書かれたTCGカードをプレゼント。入場者特典として『イナズマイレブンGO シャイン/ダーク』で使用できる中学時代の鬼道、風丸、不動、壁山、吹雪のパスワードが書かれた「天馬絵馬」と、『イナズマイレブンGOバトルスタジアム』イナップをプレゼント。
全国274スクリーンで公開され、2011年12月24、25日の初日2日間で興収1億3,826万9,800円、動員11万2,646人になり映画観客動員ランキング（興行通信社調べ）で初登場第3位となった。
2012年7月4日に本作のDVDソフト及びBlu-rayソフトが発売された。

## ストーリー
全国のサッカーは「フィフスセクター」というサッカー管理組織によって、勝敗までも管理される世界となっていた。サッカーに対して情熱を燃やす少年・松風天馬は、雷門サッカー部の新入部員でありながら仲間とともに本当のサッカーを取り戻すための激闘を繰り広げる。そして、フィフスセクターが開催する「ホーリーロード」へと参加した雷門イレブン。中学少年サッカー日本一を決めると同時に、裏では次期聖帝を決める大会だが、雷門イレブンはあらかじめ決められた勝敗指示を無視した本気のサッカーで試合を勝ち進む。そんな中、フィフスセクターから雷門イレブンへ、強化合宿への参加命令がくだる。

## 登場人物・キャスト

### 雷門イレブン
- 松風天馬 - 寺崎裕香
- 剣城京介 - 大原崇
- 神童拓人 - 斎賀みつき
- 西園信助 - 戸松遥
- 霧野蘭丸 - 小林ゆう
- 三国太一 - 佐藤健輔
- 浜野海士 - 金野潤
- 天城大地 - 奈良徹
- 車田剛一 - 野島裕史
- 倉間典人、青山俊介 - 高垣彩陽
- 速水鶴正 - 吉野裕行
- 狩屋マサキ - 泰勇気
- 影山輝 - 藤村歩
- 錦龍馬 - 岩崎了
- 一乃七助 - 折笠富美子

### 大人キャラ
- 円堂守 - 竹内順子
- 鬼道有人 - 吉野裕行
- 吹雪士郎 - 宮野真守
- 不動明王 - 梶裕貴
- 風丸一郎太 - 西墻由香
- 壁山塀五郎 - 田野めぐみ
- 木野秋 - 折笠富美子
- 音無春奈 - 佐々木日菜子
- 円堂大介 - 藤本譲
- 久遠道也 - 東地宏樹
- 金山郷造 - 小室正幸
- 冬海卓 - 四宮豪

### マネージャー
- 空野葵 - 北原沙弥香
- 瀬戸水鳥 - 美名
- 山菜茜 - ゆりん

### フィフスセクター
- イシドシュウジ - 野島裕史
- 千宮路大悟 - 川島得愛

### ゴッドエデン
- 白竜 - 福山潤
- シュウ - 沢城みゆき
- 牙山道三 - 大友龍三郎
- 火北幸四郎 - 古島清孝
- 林野不二子 - 佐々木日菜子
- 大風谷義一 - 佐藤健輔
- 六塔源蔵 - 泰勇気
- 五条勝 - 奈良徹

## スタッフ
- 企画・脚本・総監修 - 日野晃博
- 企画設定協力 - 佐々木千恵
- 製作 - 日野晃博、寺田篤、横田清、市川南、田村明彦、為森隆、濱田清三、小関佳孝、折井栄二、奥野敏聡、富山幹太郎、松木茂、松川直、中田善文
- 原作 - レベルファイブ
- 監督・絵コンテ - 宮尾佳和
- 監督協力 - 秋山勝仁
- 構成協力 - 冨岡淳広
- 絵コンテ協力 - 飯田崇
- 演出 - 日高政光、中島秀剛、飯島正勝、関野昌弘、セトウケンジ、博史池畠、吉川博明、徳本善信
- 必殺技原案 - 寺岡尚史
- キャラクターデザイン原案 - 長野拓造
- キャラクターデザイン - 池田裕治、井ノ上ユウ子、本田隆、竹内杏子、日下部智津子、植田均、さわだまさひと
- 総作画監督 - 竹内杏子、佐藤和巳、佐藤陵、一石小百合、日下部智津子、井ノ上ユウ子
- 作画監督 - 松原徳弘、毛利和昭、武内美月、宮田忠明、鹿島功光、石川真理子、倉田綾子、小林ゆかり、をがわいちろを、田島瑞穂、田中ちゆき、小林利充、林央剛、松本勝次、三木俊明、吉田隆彦、川添政昭、谷圭司、中野圭也、朴莫烈、柳瀬譲二、飯島弘也、新岡浩美
- プロパティーデザイン - 石本剛啓、枝松聖、田中俊成、高尾克己、宮尾佳和、宮崎真一
- 美術監督 - 高尾克己
- 色彩設計 - 佐藤直、後藤めぐみ
- 特殊効果 - 太田憲之
- 撮影監督 - 池田新助
- 編集 - 渡辺直樹
- 2Dコンポジットアドバイザー - 吉田光伸
- CGI監督 - 三上康博
- CGIプロデューサー - 坂美佐子
- CGIスーパーバイザー - 小林雅士
- CGIアニメーションスーパーバイザー - 佐藤篤司
- デジタルコーディネート - 大竹研次
- CGIテクニカルディレクター - 森泉仁智
- 音響監督 - 三間雅文
- 音響監督補 - 中嶋聡彦
- 音楽 - 寺田志保
- 制作担当 - 小板橋司
- アニメーションプロデューサー - 神田修吉
- プロデュースサポート - 古市直彦
- アソシエイトプロデューサー - 臼杵照裕、奥野敏聡、川崎由紀夫、久保雅一、佐上靖之
- アシスタントプロデューサー - 橋本友宏
- プロデューサー - 梶原清文、和田誠、飯田誠敬
- アニメーション制作 - OLM TEAM KOITABASHI
- 製作 - FCイナズマイレブンGO MOVIE 2011（レベルファイブ、電通、小学館、東宝、テレビ東京、テレビ大阪、テレビ愛知、TVQ九州放送、ジェネオン・ユニバーサル・エンターテイメント、オー・エル・エム、タカラトミー、ジェイアール東日本企画、キッズステーション、電通テック）
- 配給 - 東宝

## 主題歌
オープニングテーマ「虹を超えて天までとどけっ!」
歌 - T-Pistonz+KMC
エンディングテーマ「僕らの楽園」
歌 - T-Pistonz+KMC
挿入歌「夢のかたまり」
歌 - 空野葵（北原沙弥香）

## 小説版
2011年12月に小学館ジュニアシネマ文庫から発行。執筆者は『劇場版イナズマイレブン 最強軍団オーガ襲来』の映画脚本とノベライズを務めた冨岡淳広。
前作同様に映画本編を補完する形で心情等の描写がなされている他、サッカー界を取り巻く社会の現状やイナズマジャパンが優勝してからフィフスセクターがサッカー界に浸透するまでに至った詳細な過程、さらには円堂を始めとした一部のイナズマジャパン関係者が前作終了後どのような道を歩んだか等が描かれている。